# Neolophonotus bicuspis
Neolophonotus bicuspis là một loài ruồi trong họ Asilidae. Neolophonotus bicuspis được Londt miêu tả năm 1985. Loài này phân bố ở vùng nhiệt đới châu Phi.